# Montreuil-sous-Pérouse
Pour les articles homonymes, voir Montreuil.
Montreuil-sous-Pérouse est une commune française située dans le département d'Ille-et-Vilaine en région Bretagne, peuplée de 1 041 habitants (les Montreuillais).

## Géographie

### Situation
| Landavran     | Taillis                |        |
| Champeaux     | Montreuil-sous-Pérouse | Balazé |
| Pocé-les-Bois | Vitré                  |        |

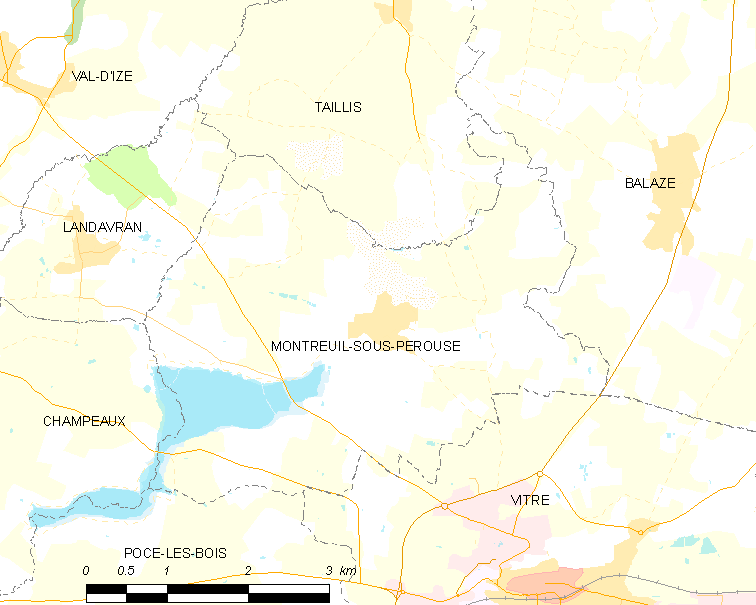
Carte de Montreuil-sous-Pérouse et des communes avoisinantes

Montreuil-sous-Pérouse est une commune périurbaine située à l'est du département d'Ille-et-Vilaine, à 40 km de Rennes et à 3 km au nord de Vitré.

### Relief et hydrographie
Le finage de la commune est assez accidenté en raison de la vallée de la Pérouse et de celle de la Cantache qui le longe côté nord-ouest (une excroissance territoriale se trouve toutefois sur la rive droite de la Cantache aux alentours du hameau de la Roulerie), encaissées d'une bonne trentaine mètres par rapport au plateau avoisinant, et plus secondairement des vallées du Gontier et de Gazon dans la partie sud-ouest du territoire communal. Tous ces cours d'eau sont des affluents (Cantache) ou sous-affluents de rive droite de la Vilaine, mais se jettent désormais dans la retenue d'eau de l'étang de la Cantache depuis la création de cette dernière en 1995.

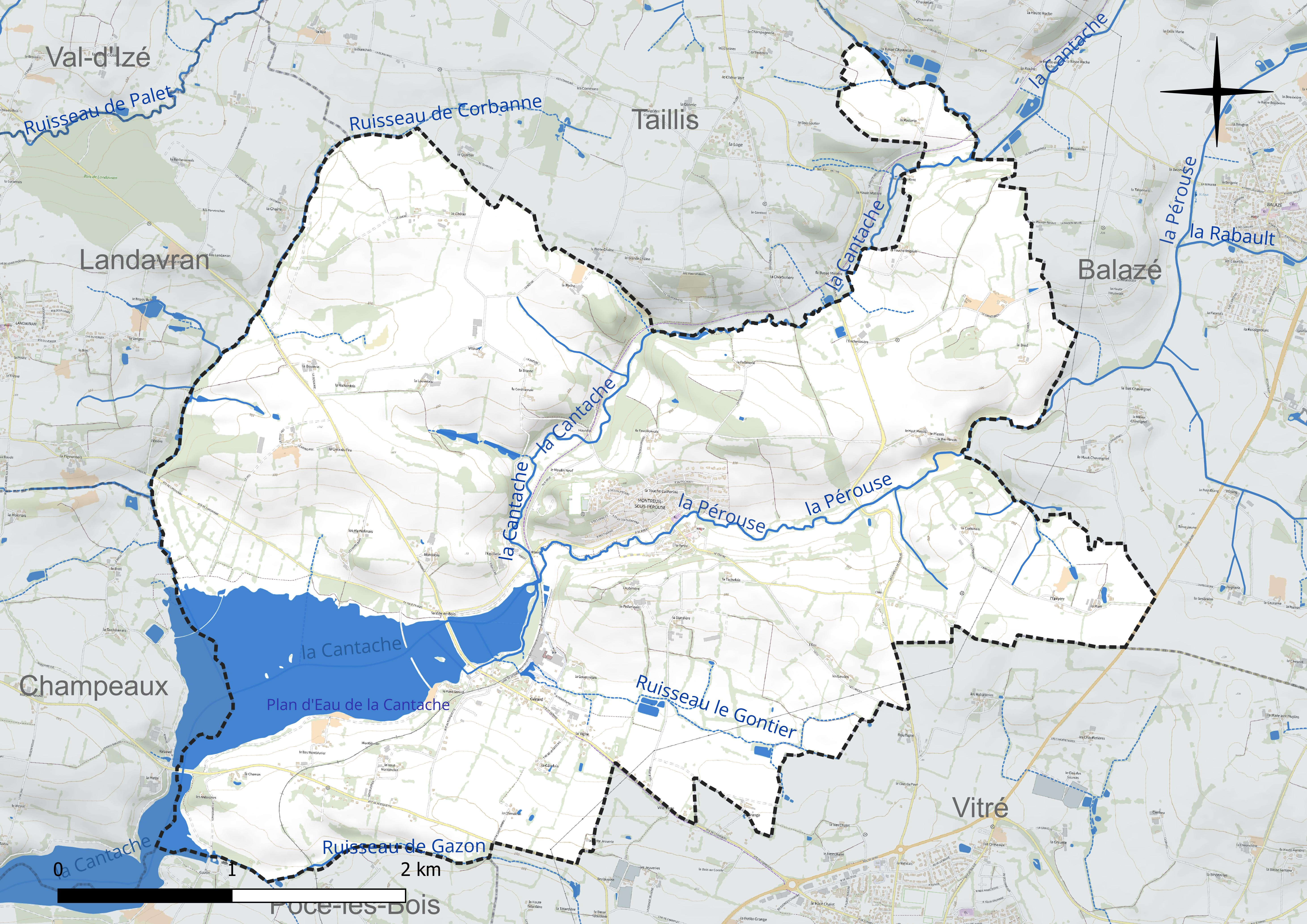
Carte du réseau hydrographique de Montreuil-sous-Pérouse.
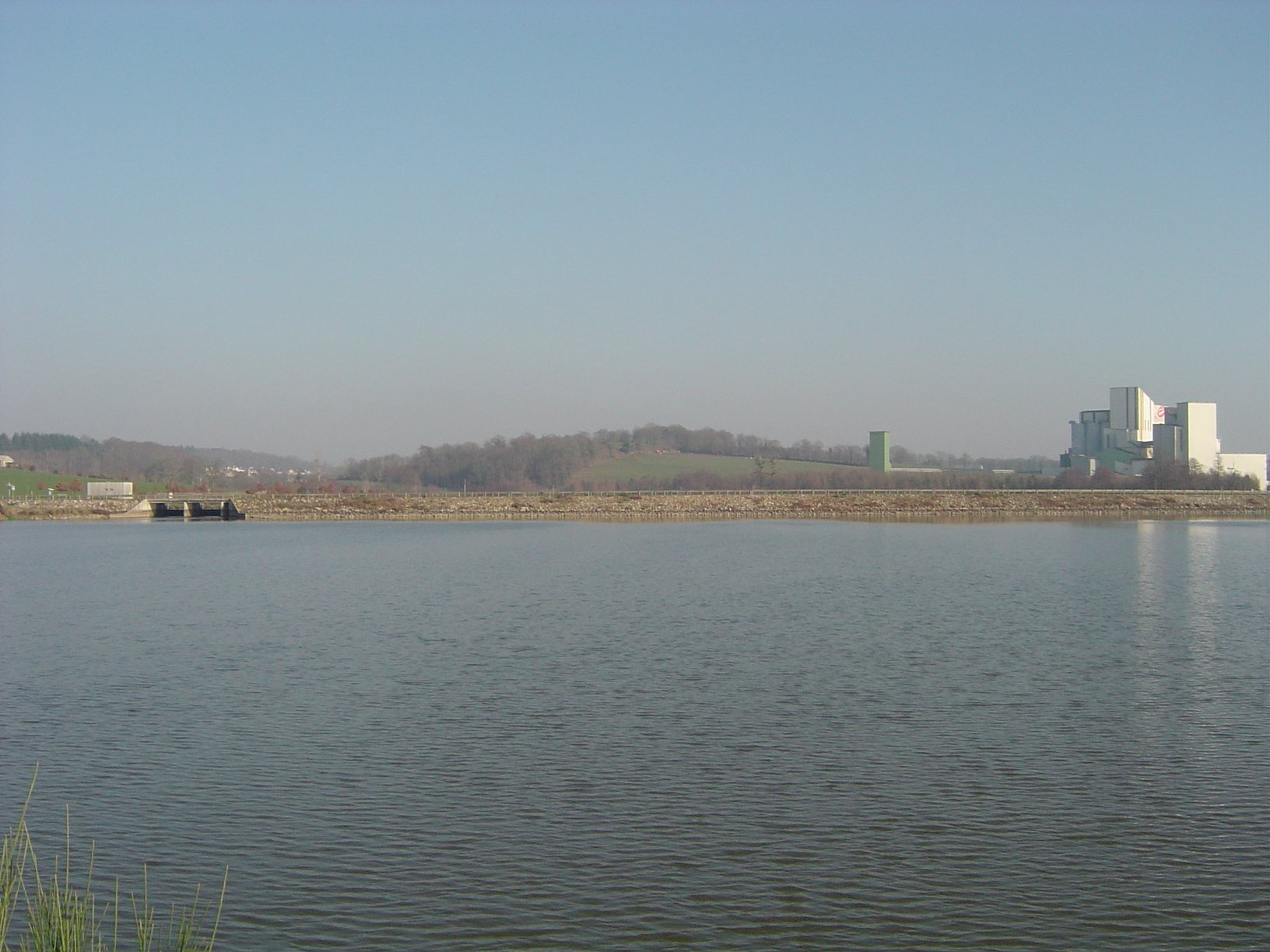
Le barrage de la Cantache en 2006.
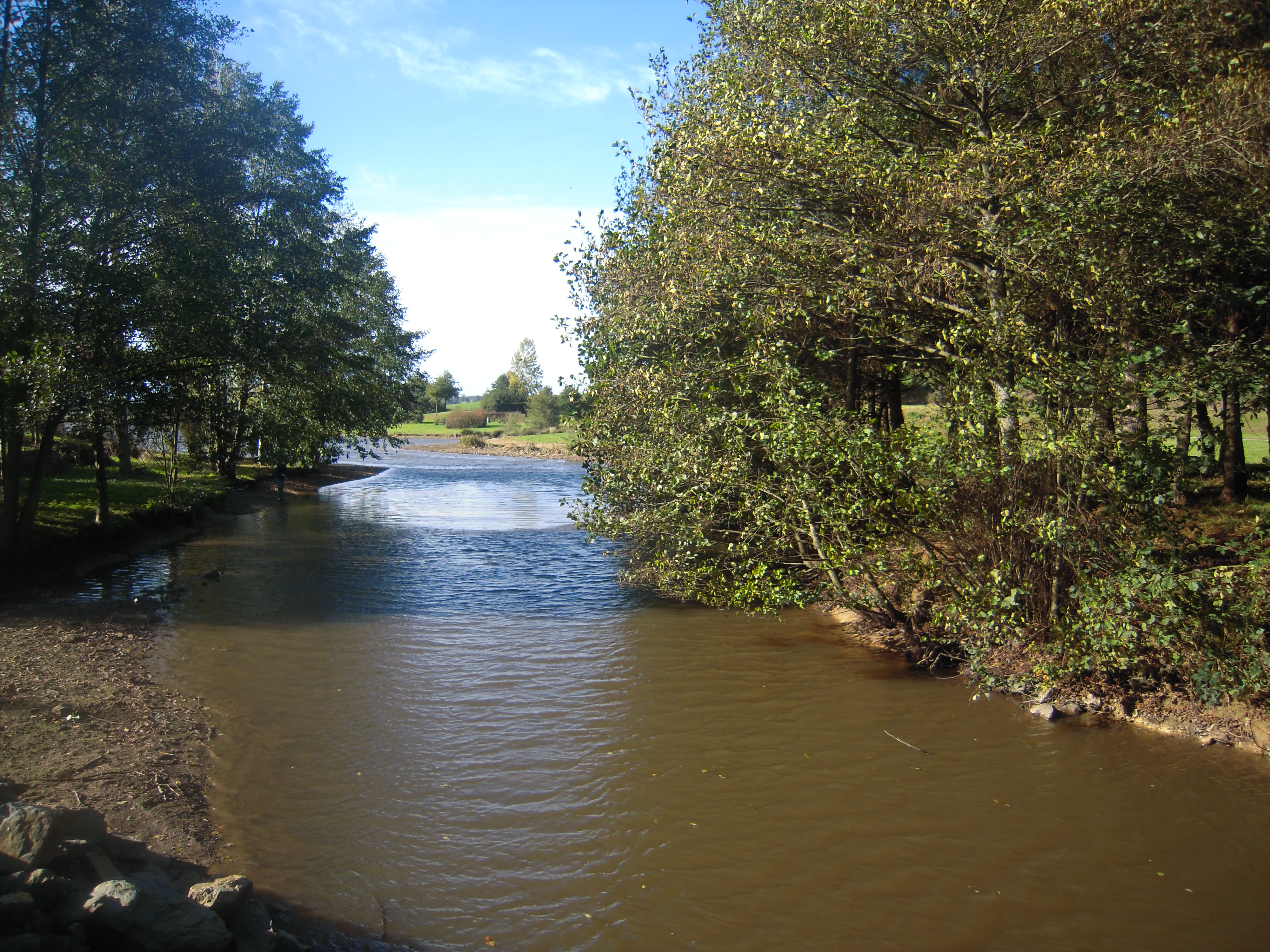
La rivière Pérouse se jetant dans l'étang de la Cantache en 2013.

La retenue de la Cantache (barrage de Villaumur), vaste de 185 hectares, alimentée principalement par la Pérouse et la Cantache, sert de soutien d'étiage et d'écrêteur de crue pour le bassin de la Vilaine. Son niveau d'eau correspond au point le plus bas de la commune (62 mètres d'altitude), les points les plus élevés se trouvant à ses confins sud-est (124 mètres au sud du hameau de la Corbinais, presque à la limite communale avec Vitré) et entre le bourg et le hameau de la Pelleterie où l'altitude atteint 122 mètres. 
Le bourg, initialement situé sur la rive gauche de la Pérouse (l'église et le bourg ancien s'y trouvent) s'est développé au cours du XXe siècle sur la rive droite, mieux exposée car en situation d'adret, étagé entre la vallée (à 68 mètres d'altitude à cet endroit) et un peu plus de 100 mètres pour les lotissements situés le plus en hauteur.
Deux points de suivi de la qualité des eaux sont présents sur Montreuil-sous-Pérouse :
- pour la Cantache,
- pour la Pérouse.

### Géologie
Les roches affleurantes datent essentiellement de l'Ordovicien et du Silurien ; il s'agit principalement d'argilite, de grès armoricain, de quartzite, de grès micacés et, dans la partie nord-est de la commune, de granodiorite à cordiérite et, dans les fonds de vallée, d'alluvions fluviales.

### Hydrographie
Pour un article plus général, voir Réseau hydrographique d'Ille-et-Vilaine.
La commune est située dans le bassin Loire-Bretagne. Elle est drainée par la Cantache, la Pérouse, la Corbanne, le ruisseau de l'Épillère, le ruisseau du Gazon et le ruisseau le Gontier, et un autre petit cours d'eau,.
La Cantache, d'une longueur de 36 km, prend sa source dans la commune de Saint-Pierre-des-Landes et se jette  dans la Vilaine à Saint-Aubin-des-Landes, après avoir traversé 13 communes. 
La Pérouse, d'une longueur de 15 km, prend sa source dans la commune de Châtillon-en-Vendelais et se jette  dans la Cantache sur la commune, après avoir traversé quatre communes. Les caractéristiques hydrologiques de la Pérouse sont données par la station hydrologique située dans la commune. Le débit moyen mensuel est de 0,391 m3/s. Le débit moyen journalier maximum est de 8,22 m3/s, atteint lors de la crue du 12 juin 2018. Le débit instantané maximal est quant à lui de 15,6 m3/s, atteint le 18 janvier 2024.

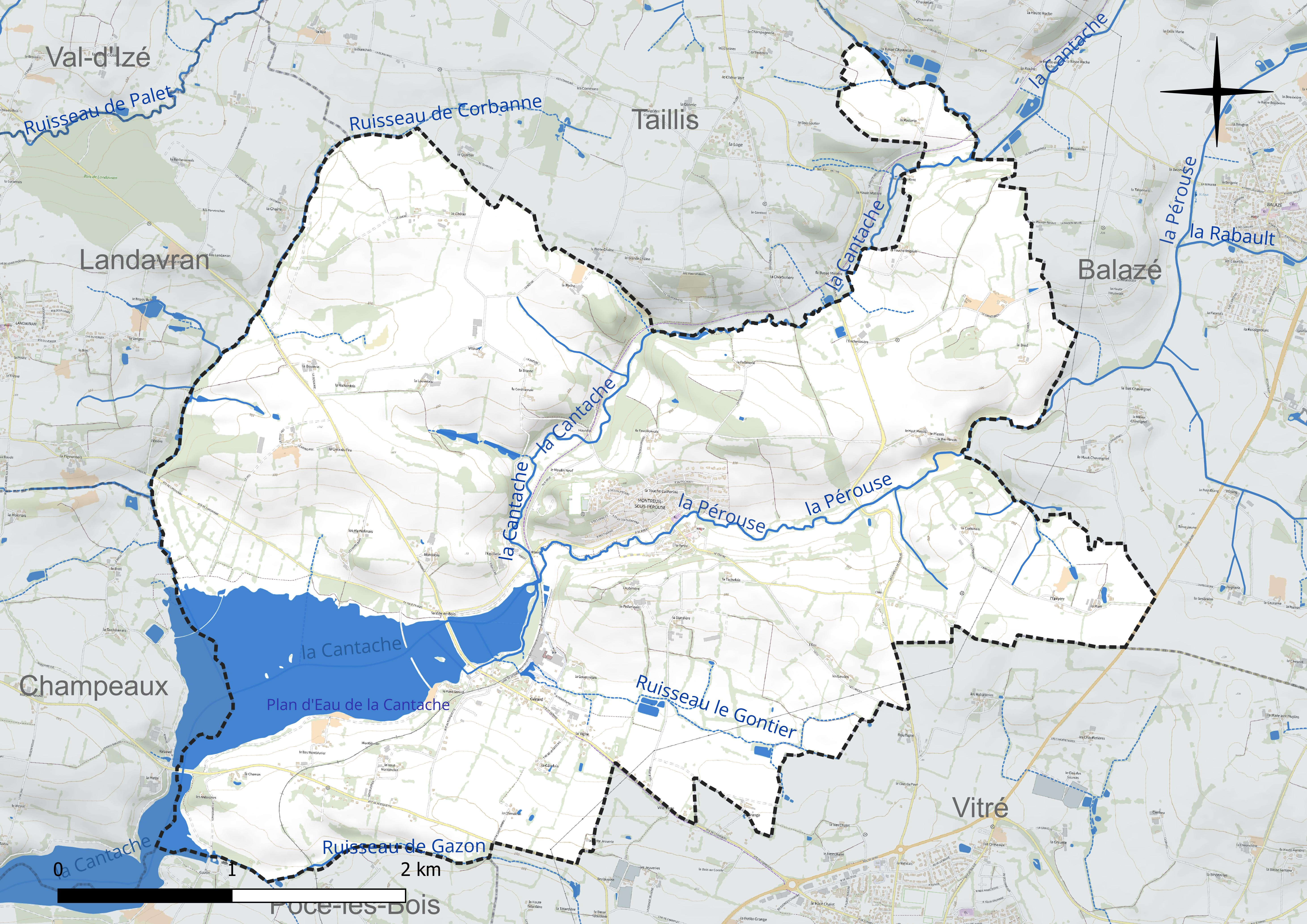
Réseau hydrographique de Montreuil-sous-Pérouse.

Un plan d'eau complète le réseau hydrographique : le plan d'eau de la Cantache, d'une superficie totale de 173,4 ha (110,86 ha sur la commune),.

### Climat
Pour des articles plus généraux, voir Climat de la Bretagne et Climat d'Ille-et-Vilaine.
En 2010, le climat de la commune est de type climat océanique franc, selon une étude du CNRS s'appuyant sur une série de données couvrant la période 1971-2000. En 2020, Météo-France publie une typologie des climats de la France métropolitaine dans laquelle la commune est exposée à un climat océanique et est dans la région climatique  Bretagne orientale et méridionale, Pays nantais, Vendée, caractérisée par une faible pluviométrie en été et une bonne insolation. Parallèlement l'observatoire de l'environnement en Bretagne publie en 2020 un zonage climatique de la région Bretagne, s'appuyant sur des données de Météo-France de 2009. La commune est, selon ce zonage, dans la zone « Sud Est », avec des étés relativement chauds et ensoleillés.
Pour la période 1971-2000, la température annuelle moyenne est de 11,2 °C, avec une amplitude thermique annuelle de 13,1 °C. Le cumul annuel moyen de précipitations est de 814 mm, avec 13,1 jours de précipitations en janvier et 7,3 jours en juillet. Pour la période 1991-2020, la température moyenne annuelle observée sur la station météorologique la plus proche, située sur la commune de Launay-Villiers à 17 km à vol d'oiseau, est de 11,6 °C et le cumul annuel moyen de précipitations est de 862,6 mm,. Pour l'avenir, les paramètres climatiques de la commune estimés pour 2050 selon différents scénarios d'émission de gaz à effet de serre sont consultables sur un site dédié publié par Météo-France en novembre 2022.

### Transports
La commune est traversée par la D 794 (ancienne route nationale 794 déclassée, reliant Plancoët à Vitré via Dinan et Combourg), qui passe par le hameau de Gérard.
La D 179, route traditionnelle (ancienne Route nationale 178 déclassée) entre Fougères et Vitré passe par la partie orientale de la commune (mais elle est de nos jours supplantée par la D 178, qui relie aussi ces deux villes, mais passe plus à l'est, par Balazé.
Le bourg n'est desservi que par des routes secondaires, la principale étant la D 305.
Montreuil-sous-Pérouse est traversée par la voie ferrée qui relie Vitré à Fougères. Bien que cette dernière liaison n'existe plus, il passe encore des convois qui alimentent l'usine Cooperl Arc Atlantique.
La commune est desservie par la ligne de bus n°1 du réseau urbain de la ville de Vitré (quartiers Chalet, Ormeaux, Villaudin, centre-ville).

### Habitat et paysages

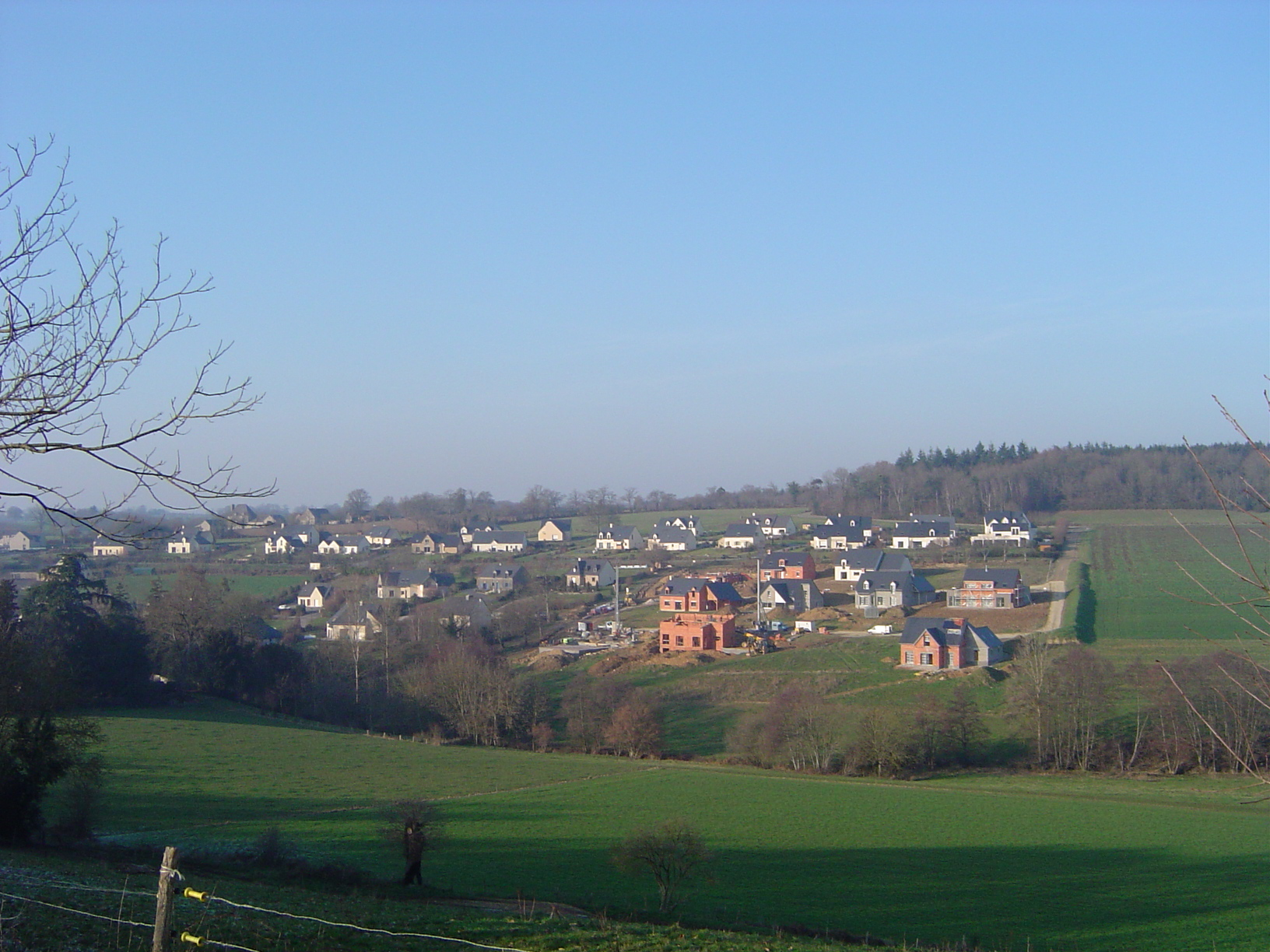
Un bourg en forte expansion : lotissement récent et en cours de construction (photographie prise en 2006).

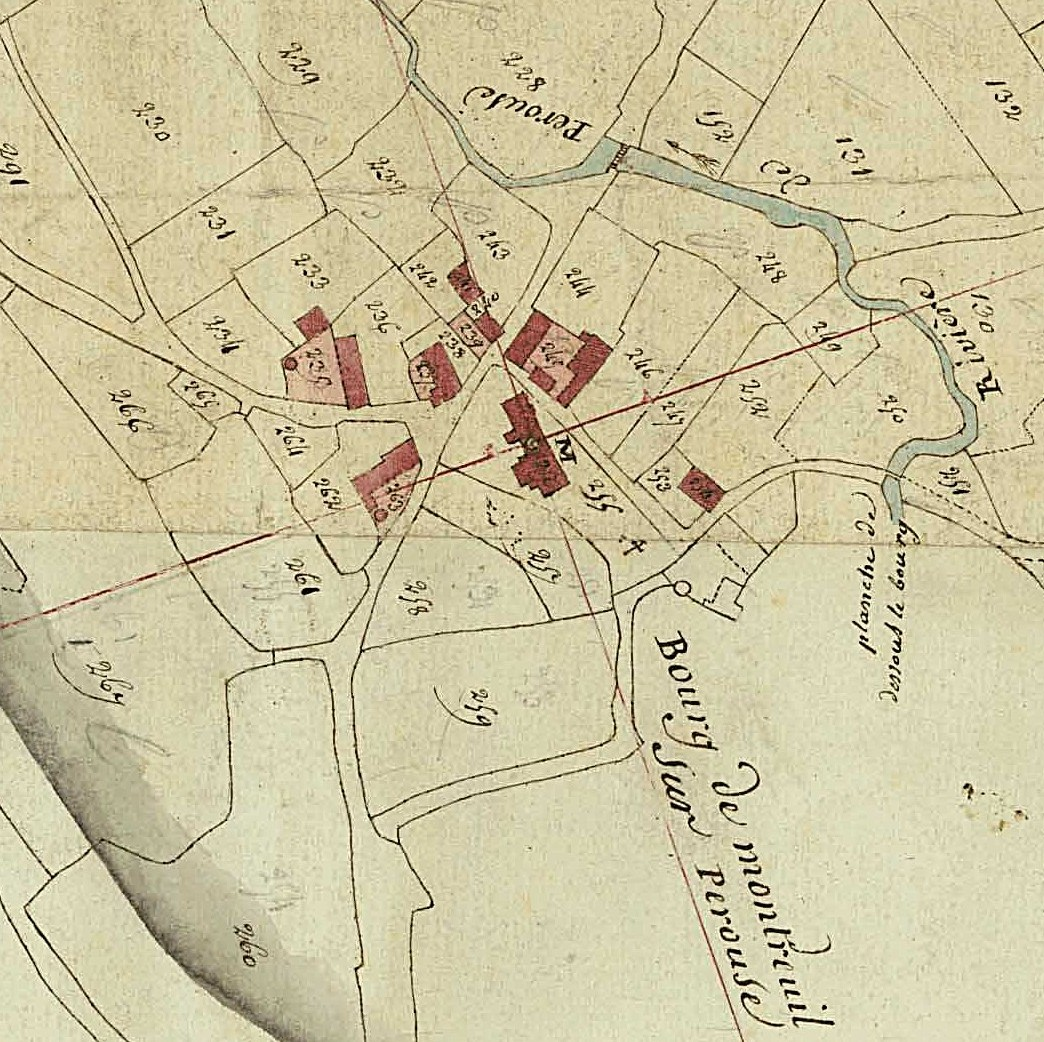
Le bourg de Montreuil-sous-Pérouse en 1813 : un bourg minuscule (plan cadastral de 1813).

La population est très dispersée sur le territoire communal et l'on dénombre pas moins de quarante-cinq villages. À l'origine, les villages des lieux-dits Gérard et le Chêne étaient plus importants que le bourg de Montreuil-sous-Pérouse en lui-même.
La commune bénéficie d'un cadre agréable et bocager et de lotissements paysagers qui ont attiré de nouvelles familles.
La commune présente 3 secteurs d'urbanisation (Bourg, Gérard, Haut et Bas-Montlévrier) qui dominent le partie orientale de la retenue d'eau de la Cantache et bénéficient d'un assainissement collectif.

## Urbanisme

### Typologie
Au 1er janvier 2024, Montreuil-sous-Pérouse est catégorisée commune rurale à habitat dispersé, selon la nouvelle grille communale de densité à sept niveaux définie par l'Insee en 2022.
Elle est située hors unité urbaine. Par ailleurs la commune fait partie de l'aire d'attraction de Vitré, dont elle est une commune de la couronne,. Cette aire, qui regroupe 30 communes, est catégorisée dans les aires de 50 000 à moins de 200 000 habitants,.

### Occupation des sols
L'occupation des sols de la commune, telle qu'elle ressort de la base de données européenne d'occupation biophysique des sols Corine Land Cover (CLC), est marquée par l'importance des territoires agricoles (88,4 % en 2018), en diminution par rapport à 1990 (100 %). La répartition détaillée en 2018 est la suivante : 
terres arables (42 %), prairies (34,5 %), zones agricoles hétérogènes (11,9 %), eaux continentales (7,2 %), zones urbanisées (4,4 %). L'évolution de l'occupation des sols de la commune et de ses infrastructures peut être observée sur les différentes représentations cartographiques du territoire : la carte de Cassini (XVIIIe siècle), la carte d'état-major (1820-1866) et les cartes ou photos aériennes de l'IGN pour la période actuelle (1950 à aujourd'hui).

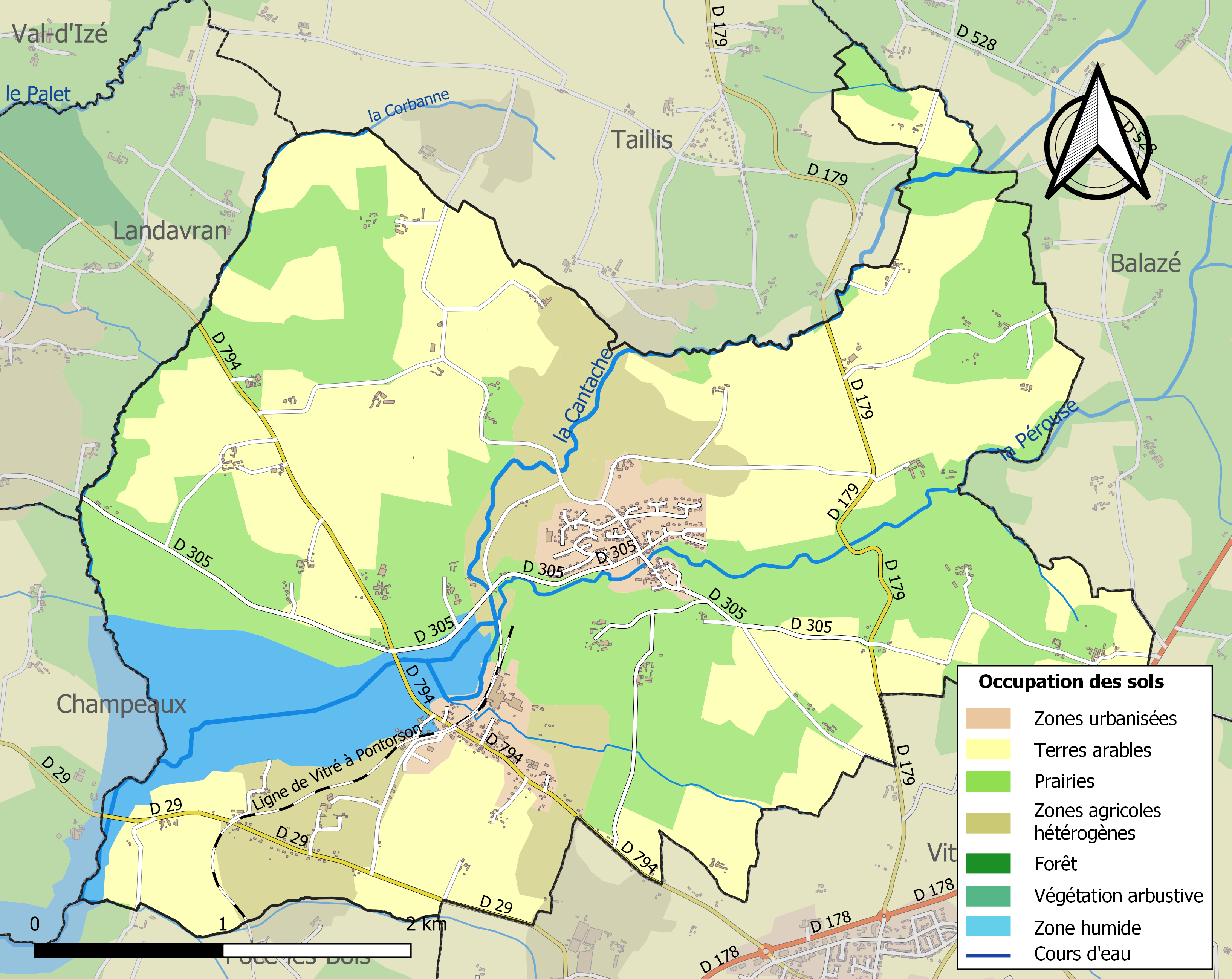
Carte des infrastructures et de l'occupation des sols de la commune en 2018 (CLC).

## Toponymie
Montreuil-sous-Pérouse, en latin Monasteriolum Super Petrosam ("Montreuil-sur-Pérouse"), est mentionné en 1072 dans le cartulaire de l'abbaye Saint-Serge d'Angers.
Diminutif de monasterium  (« petit monastère »).

## Histoire

### Moyen Âge
Montreuil-sous-Pérouse, Monasteriolum Super Petrosam en latin, est mentionné en 1072 dans le cartulaire de l'abbaye Saint-Serge d'Angers. Un prieuré est créé à cette époque par l'abbaye fondatrice. Il semblerait qu'un sanctuaire fut construit dès le IXe ou Xe siècle. Seuls d'étroits chemins donnaient accès au bourg et une petite passerelle de bois permettait de traverser la Pérouse.
.
En 1108, l'évêque de Rennes confirme l'appartenance de la paroisse de Montreuil à l'abbaye bénédictine Saint-Serge d'Angers. En 1292, le premier recteur de la paroisse, incarné par Pierre de Vendel, est nommé par l'abbé de Saint-Serge. Pierre Biénassis lui succédera en 1302. Le 29 avril 1448, le pape Nicolas V signe un décret pour unir la rectorie de Montreuil à l'église collégiale de Champeaux. Le bourg se composait alors d'un ancien presbytère et de la demeure de l'autre prêtre au niveau de l'école privée.
La seigneurie de Gazon appartenait en 1443 à Thibaud Busson (lequel eût un bras coupé en 1443 alors qu'il était au service du duc de Bretagne François Ier ; les autres maisons nobles étaient le Grand et le Petit Breil, la Corbinais, la Pérouze, la Tachelaye, les Chaines, l'Epayers [Epayère ou Epillère] et la Mare-Heurtaut. La haute justice de la Motte s'exerçait à Vitré.
Entre 1510 et 1520, l'église Saint-Pierre a été construite grâce aux dons des deux frères Jean et Tristan de Vendel, les propriétaires du Plessix, ce dernier étant abbé commendataire de l'abbaye Notre-Dame du Tronchet ; les seigneurs de Plessix-Vendel y jouissaient des droits de fondation et de prééminence ; toutefois le seigneur supérieur de l'église était le baron de Vitré. D'autres travaux importants ont été effectués au XVIIe siècle. La cure de Montreuil était à la présentation du seigneur de Vitré, comme marquis d'Epinay et annexée au canonicat de Champeaux ; aussi le recteur était-il toujours un chanoine de cette collégiale.
À partir de 1250 et jusqu'en 1547, Montreuil appartient aux comtes de Laval. La paroisse est une des quatre-vingts que possèdent les barons de Vitré. Se succèdent les Rieux-Laval (Guyonne de Rieux, comtesse de Laval, devenue protestante), les Rieux-Coligny (François de Coligny d'Andelot épouse en 1548 Claudine de Rieux), et à partir de 1606 jusqu'à la Révolution les ducs de la Trémoille (à partir d'Henri Ier de La Trémoille).

### Temps modernes
La tradition locale affirme que Pierre Landais fut inhumé sous la chaire de l'église de Montreuil, sa condamnation l'ayant empêché de l'être dans la chapelle édifiée par lui dans ce but dans l'église Notre-Dame de Vitré. Le même motif aurait interdit toute inscription sur la pierre tombale qu'on désignait autrefois comme étant celle qui devait le couvrir.
En mars 1589, le gouverneur de Bretagne, le duc de Mercœur qui est catholique, n'accepte pas que les barons de Vitré soient protestants. Il fait siège de Vitré durant cinq longs mois en faisant régner la terreur dans les campagnes environnantes. Le 14 août, le siège de Vitré est levé.
L'ancienne église paroissiale de Montreuil (écroulée en 1833) datait de plusieurs siècles différents, mais majoritairement du XVIIe siècle. Il y avait dans la paroisse deux chapelles : celle de la Chevalerie (en ruine au milieu du XIXe siècle, mais reconstruite en 1878) et la chapelle de Notre-Dame de Pérouse, construite en 1610, fondée par Pierre Guillaudet et Marguerite Lefort, son épouse, sieur et dame de ma Vieuville et du Plessix. Un texte conservé dans les archives de Vitré indique qu'il était d'usage qu'un clerc présentât  du vin aux fidèles qui venaient de communier (pratique de la communion sous les deux espèces) ; cet usage cessa vers 1626.

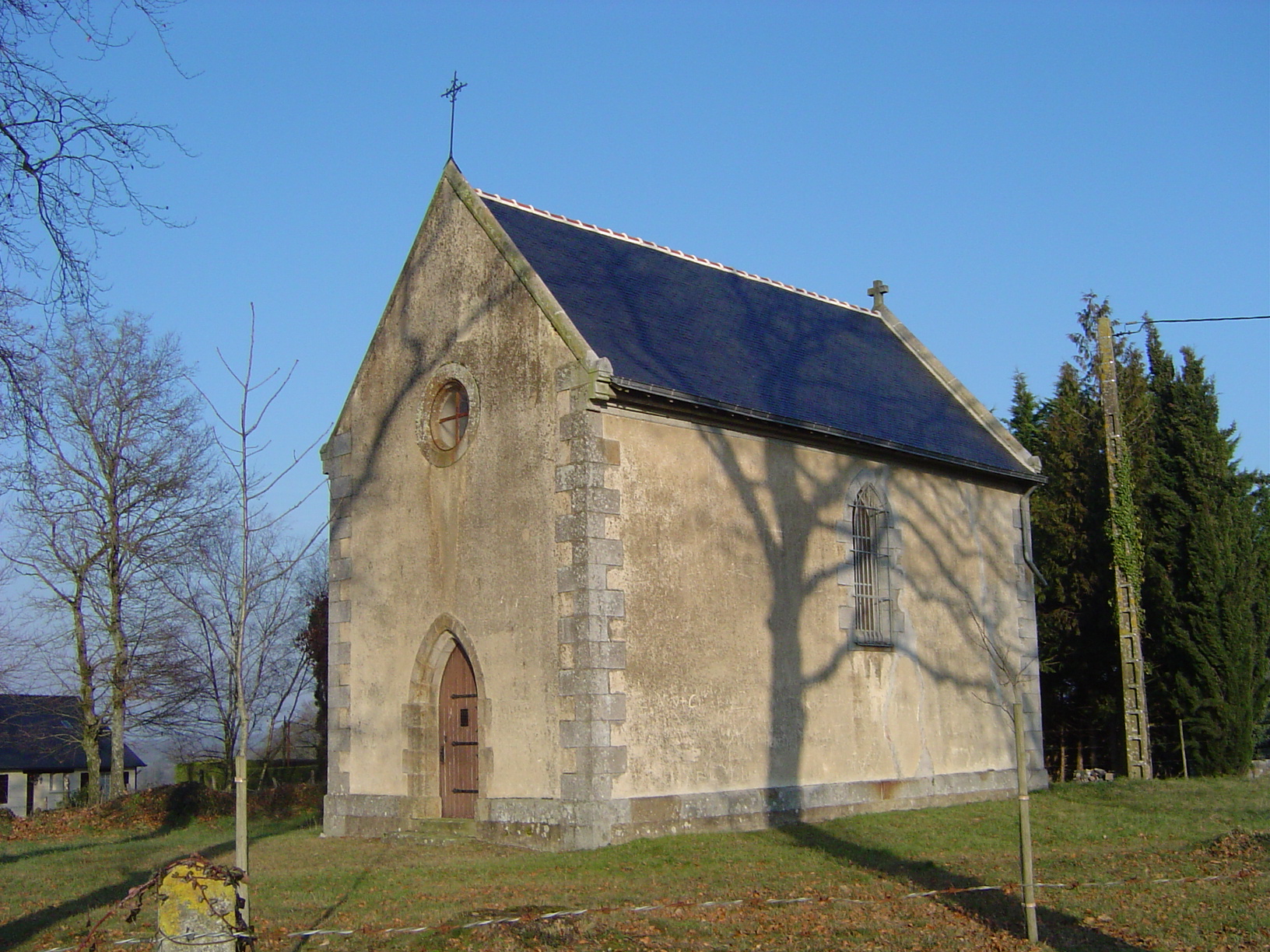
La chapelle de Pérouse (1610).

La haute bourgeoisie de Vitré fait construire aux XVIe et XVIIe siècles sur tout le territoire montreuillais, de nombreux « logis » qui servaient de maisons de campagne.
La famille Lefebvre, de Montreuil-sous-Pérouse, a comme premier ancêtre protestant Jean Lefebvre, sieur de l'Aubinière. À la fin du XVIe siècle, deux de ses fils, Daniel Lefebvre, de La Perrine, et Mathurin Lefebvre, se réfugient à Guernesey, tout comme les familles Le Moyne, des Grands Prés, et Hardy, elles aussi calvinistes ; l'amiral anglais Charles Hardy est un descendant de cette famille.
Au XVIIe siècle un grand nombre de familles protestantes habitaient la paroisse de Montreuil ; vers 1680 par exemple les seigneurs de la Motte-Legge, de la Greslerie-Gobron, de Challet Pain de Blé et de la Roque.
.

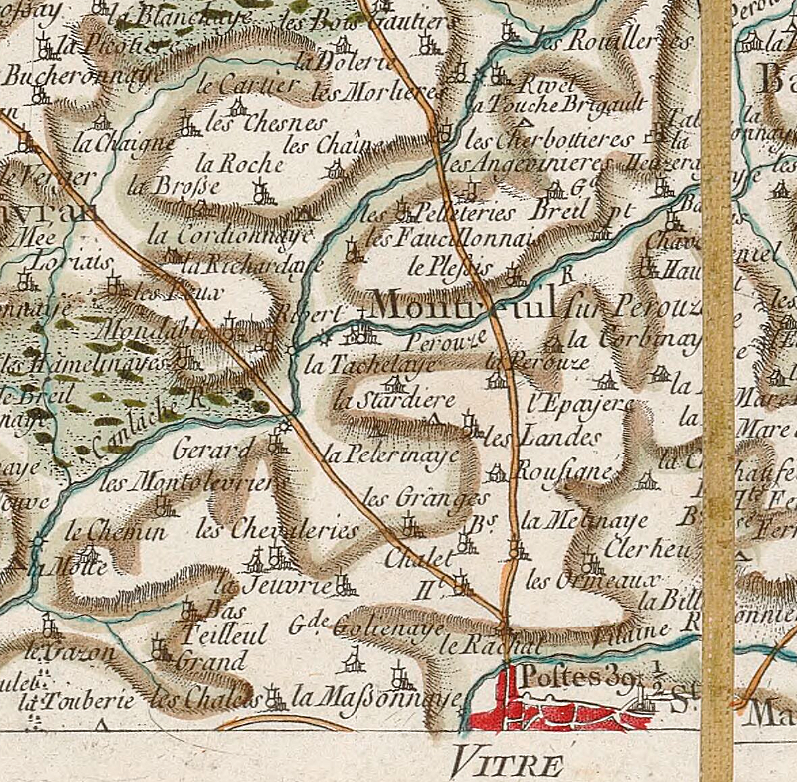
Carte de Cassini de la paroisse de Montreuil-sous-Pérouse et de ses environs (1772).

Jean-Baptiste Ogée décrit ainsi Montreuil-sous-Pérouse en 1778 :

« Montreuil-sous-Pérouse ; dans un fond, au bord de la rivière de Montreuil ; à 7 lieues et demi à l'Est de Rennes, son évêché et son ressort, et à une demi-lieue de Vitré, sa subdélégation. On y compte 650 communiants : la cure est présentée par le seigneur de Châteaugiron. Le territoire , arrosé des eaux des rivières de Montreuil et de Cantache, offre à la vue une campagne très exactement cultivée, de belles prairies, et beaucoup d'arbres à fruits pour le cidre. »

### Révolution française
L'assemblée électorale des paroissiens de Montreuil-sur-Péroise en vue des États généraux de 1789 se tint en la sacristie de l'église paroissiale le 29 mars 1789 sous la présidence de Gilles-Jacques Audruger, notaire royal, en présence de 12 paroissiens constituant le général de la paroisse. Un cahier de doléances  fut rédigé, réclamant notamment que le curé perçoive la totalité des dîmes comme portion congrue pour sa subsistance, celle des deux vicaires et des deux domestiques (il n'en percevait que le tiers, le reste bénéficiant à l'abbaye Saint-Serge d'Angers) et la suppression de plusieurs droits seigneuriaux : droit de guet, des droits de péage, de quintaine, de soule, de gants, de chasse (réservée aux seigneurs) et des banalités des moulins.
En 1790, la commune de « Montreuil-sur-Pérouse » devient « Montreuil-sous-Pérouse » et élit son premier maire : Jean Beaugendre, originaire d'Izé (Val-d'Izé), fermier au Grand Feu.
Louis-Bertrand Gorre, chanoine de Champeaux, pourvu de la cure de Montreuil en 1780, devint prêtre réfractaire et dut s'exiler pendant la Révolution française, mais redevint recteur de Montreuil après le Concordat et le resta jusqu'à sa mort le 18 mai 1811.
Montreuil-sous-Pérouse fait partie des communes déclarées totalement insurgées en 1793-1794. Une compagnie chouanne exista à Montreuil-sous-Pérouse et Saint-Christophe-des-Bois ; elle était membre de la « colonne d'Izé », dirigée par Henri du Boishamon, qui elle-même dépendait de la division de Vitré de l'Armée catholique et royale de Rennes et de Fougères. La « colonne d'Izé » était divisée en plusieurs compagnies : la compagnie de  Montreuil-sous-Pérouse et Saint-Christophe-des-Bois (dont le capitaine était Michel Chauvin et les lieutenants Jean-Baptiste Aubrée et François Fouillet), la compagnie de Balazé, la compagnie de Champeaux et Taillis, la compagnie d'Izé, la compagnie de Saint-Jean-sur-Vilaine, la compagnie de Princé et Montautour.

### LeXIXesiècle

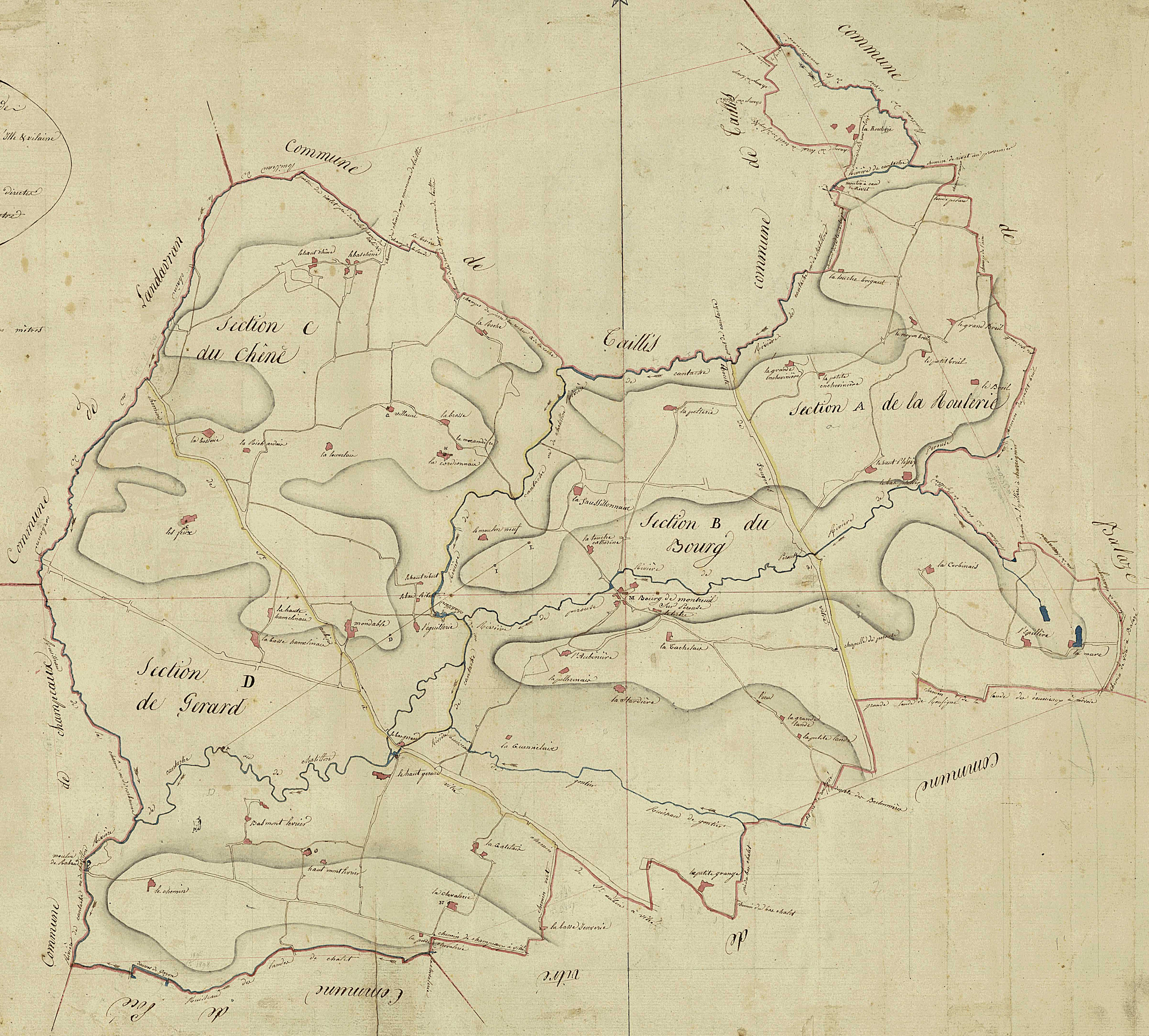
Plan cadastral de la commune de Montreuil-sous-Pérouse (tableau d'assemblage, 1813).

En 1833, le clocher de l'église est en très mauvais état. Le 29 novembre 1833, le clocher s'effondre sur les fidèles présents à la messe du jubilé de la Rédemption et il y eut quatorze blessés plus ou moins graves. La tour-clocher, la nef et le transept sont alors reconstruits (le chœur de l'ancienne église est conservé, ainsi que les tombeaux des seigneurs de Plessix-Vendel). La bénédiction a lieu le dimanche 17 juin 1837 par l'évêque de Rennes. Le nouveau presbytère est inauguré le 22 avril 1850.
A. Marteville et P. Varin, continuateurs d'Ogée, décrivent ainsi Montreuil-sous-Pérouse en 1853 :

« Montreuil-sous-Pérouse (sous l'invocation de saint Pierre) : commune formée de l'ancienne paroisse de ce nom ; aujourd'hui succursale. (..) Principaux villages : le Haut et le Bas-Chêne, la Roche; la Pelterie, le Breil, la Roullerie, le Haut et le Bas-Plessis, l'Épillère, la Petite-Grange, la Chevalerie, Montlevrier. Superficie totale 1 549 hectares 95 ares, dont (..) terres labourables 946 ha, prés et pâturages 253 ha, bois 93 ha, vergers et jardins 14 ha, landes et incultes 186 ha (..). Moulins : 3 (du Rivet, du Ribert, de Gérard, à eau). (..) Cette commune est traversée du nord-est au sud-ouest et limitée un peu au nord et au sud-ouest par la rivière de Cantache, qui reçoit, à environ 700 m du bourg, la petite rivière de Pérouse, venant de l'est. Elle est aussi traversée, du nord-ouest au sud-est, par la route de Saint-Malo à Vitré. Géologie : quartzite (..), schiste, carrière d'ardoise à la Chevalerie ; indices de calcaire sur la terre de l'Epayère. On parle le français [en fait le gallo]. »

La voie ferrée Vitré-Fougères et la gare du lieu-dit Gérard sont inaugurées le 25 août 1867. L'école privée est inaugurée en juin 1875. La paroisse construit l'école actuelle située au bord de la rivière en 1943.
L'ancienne chapelle Saint-Armel, située à la Chevalerie, qui était en ruine, est reconstruite en 1878 (bénie le 8 septembre 1878.

### LeXXesiècle

#### La Belle Époque

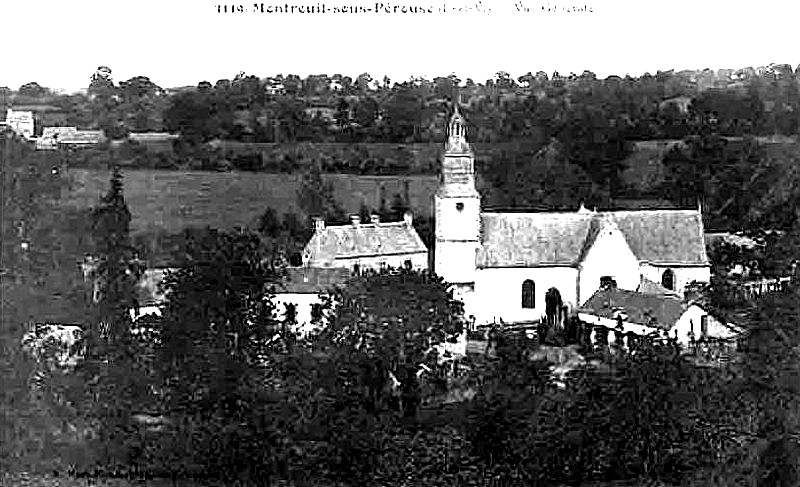
Vue générale du bourg au début du XXe siècle (carte postale).
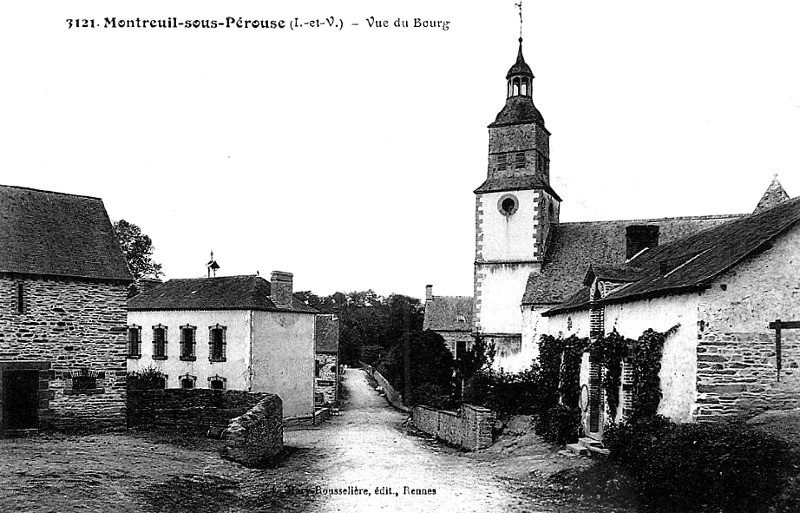
Le centre du bourg au début du XXe siècle (carte postale).
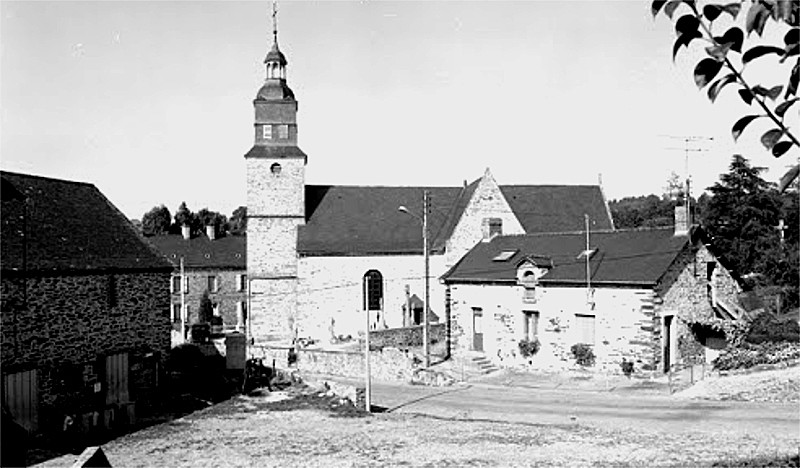
L'église paroissiale au début du XXe siècle (carte postale).
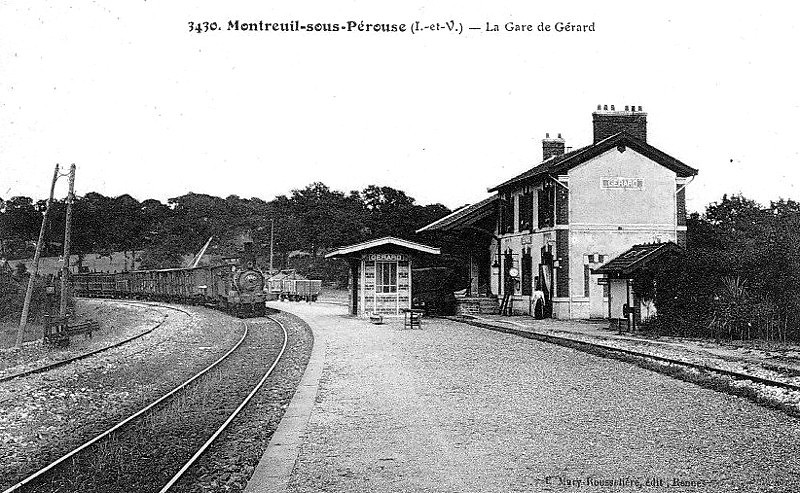
La gare de Gérard au début du XXe siècle (carte postale).

#### La Première Guerre mondiale

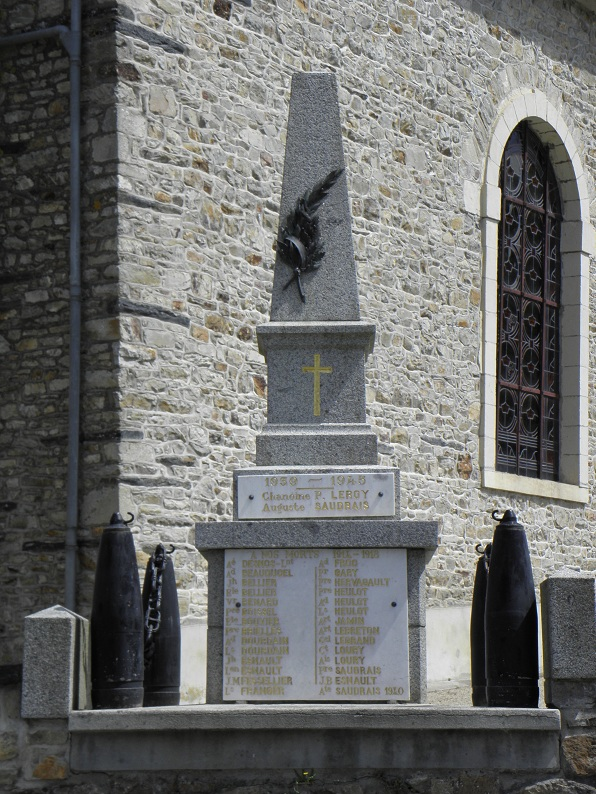
Le monument aux morts.

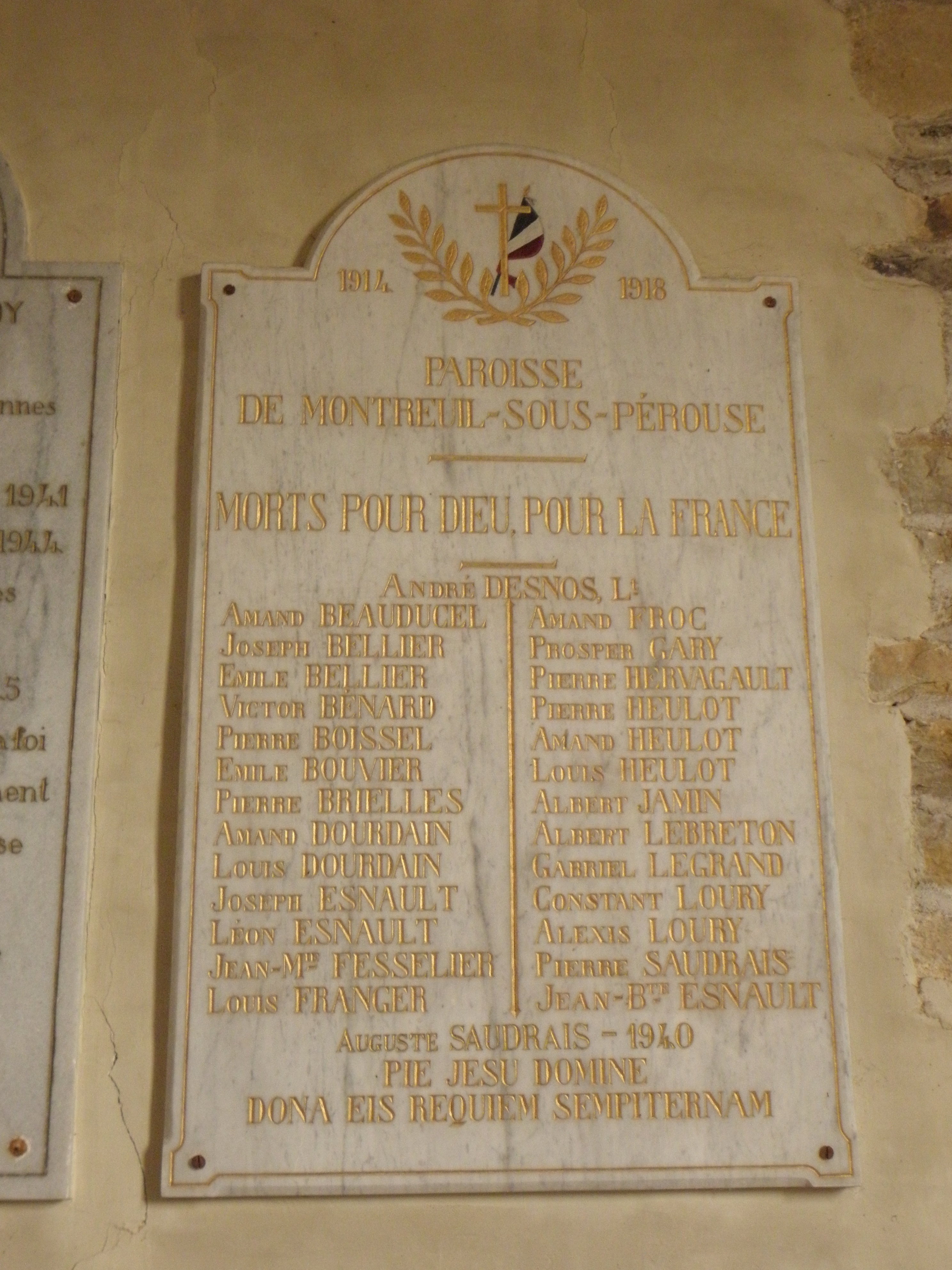
Plaque commémorative des morts pour la France de la Première Guerre mondiale dans l'église paroissiale.

Le monument aux morts de Montreuil-sous-Pérouse porte les noms de 27 soldats morts pour la France pendant la Première Guerre mondiale ; parmi eux 3 (Louis Dourdain, Léon Esnault et Albert Jamin, tous soldats du 1er régiment d'infanterie de marine) sont morts dès le 22 août 1914 lors de la Bataille de Rossignol (Belgique) ; Joseph Bellier est mort en captivité le 14 mars 1918 en Allemagne à Sprottau (ville désormais polonaise et dénommée Szprotawa) ; tous les autres sont morts sur le sol français (dont Albert Lebreton et Pierre Saudrais, tous les deux décorés de la Croix de guerre.

#### La Seconde Guerre mondiale

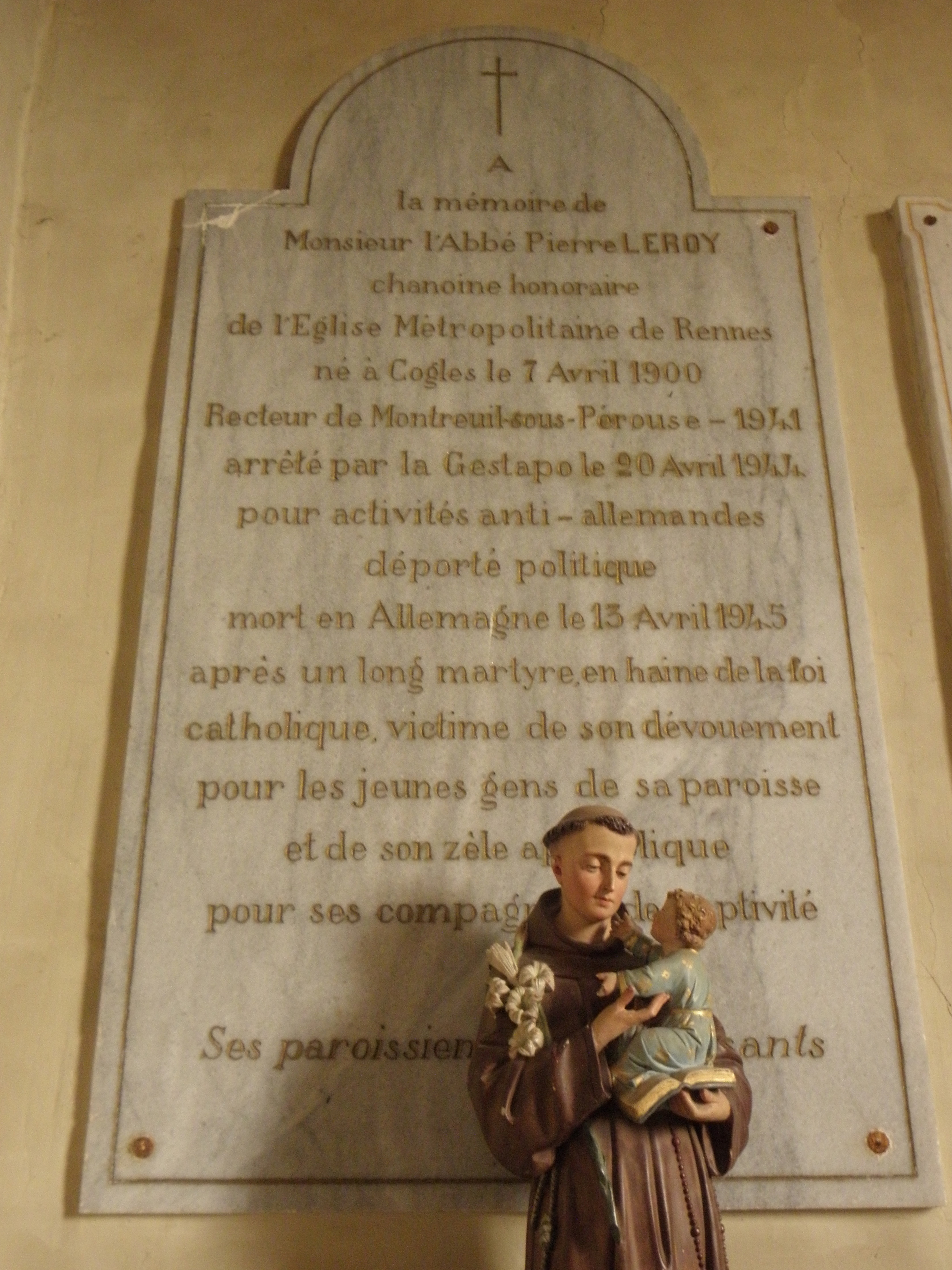
Plaque commémorative du chanoine Pierre Leroy dans l'église paroissiale.

Le monument aux morts de Montreuil-sous-Pérouse porte les noms de 2 personnes mortes pour la France pendant la Seconde Guerre mondiale : Auguste Saudrais (soldat fait prisonnier de guerre et abattu par les Allemands le 7 juin 1940 à Beaufort-en-Santerre (Somme) lors de la Bataille de France et le chanoine Pierre Leroy (résistant membre du réseau Alliance, arrêté sur dénonciation, mort au camp de concentration de Bergen-Belsen le 13 avril 1945).

#### L'après Seconde Guerre mondiale
Durant les Trente Glorieuses, Montreuil modernise son agriculture et son paysage change avec le remembrement. En 1965, une importante usine d'alimentation pour le bétail s'installe dans le village de Gérard avec 150 emplois environ. À proximité se développent quelques activités artisanales.
En 1985, une salle des fêtes est créée dans le centre-bourg. En janvier 1995, le barrage de la Cantache est inauguré et le remplissage d'eau suit. Il occupe une superficie de 150 ha sur le territoire de Montreuil pour un total de 250 ha.
En 1971 la commune comptait 51 exploitations agricoles ; il en subsistait 11 en 2013 avec une surface moyenne de 56,25 ha, produisant principalement du lait (plus de 50% de la valeur totale de la production) du porc (25 %) et de la viande bovine (13 %).
La gare de Gérard,sur la ligne de Vitré à Fougères est fermé au trafic voyageurs en 1972, et zut trafic marchandises entre Gérard et Fougères en 1991 ; la ligne reste exploitée entre Vitré et Gérard pour la desserte de la Cooperl.

### LeXXIesiècle
Depuis une dizaine d'années, Montreuil-sous-Pérouse s'est développé. Des lotissements se sont étendus sur les collines environnantes. Le bourg est devenu une commune périurbaine du fait de la proximité de Vitré. Néanmoins, depuis quelques années, la commune située en zone blanche pour les télécommunications est freinée dans son développement. Ce handicap a été identifié par l'ARCEP, autorité administrative indépendante chargée de réguler les communications électroniques et les postes en France.
En 2018, l'ancienne ligne ferroviaire entre AGérard et Fougères  est remplacée par une voie verte.

## Politique et administration

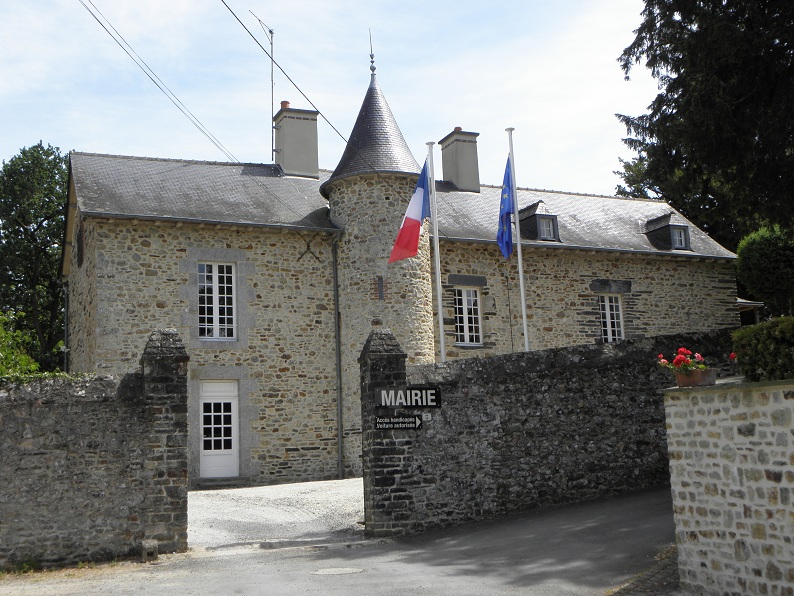
La mairie.

- École maternelle et primaire privée catholique, assistantes maternelles, transport scolaire vers Vitré.
- Épiceries, dépôt de pain - bar restaurant, tabac, journaux - artisans divers.
- Salle de sports, terrains de football, salle polyvalente, bibliothèque, espace détente.
- Une quinzaine d'associations sont actives au sein de la commune.

| Période        | Période        | Identité              | Étiquette | Qualité                        |
| -------------- | -------------- | --------------------- | --------- | ------------------------------ |
| février 1790   | novembre 1791  | Jean Beaugendre       |           |                                |
| novembre 1791  | mai 1794       | Gilles Gallon         |           |                                |
| mai 1794       | octobre 1795   | Jean-Marie Poulard    |           |                                |
| novembre 1795  | mai 1800       | Pas de maire          |           |                                |
| mai 1800       | avril 1802     | Gilles Gallon         |           |                                |
| juin 1802      | octobre 1814   | Louis Guesdon         |           |                                |
| janvier 1816   | février 1816   | Jacques Beaugendre    |           |                                |
| février 1816   | août 1834      | Guillaume Rossignol   |           | Cultivateur.                   |
| septembre 1834 | juillet 1840   | Julien Simon          |           | Laboureur.                     |
| juillet 1840   | décembre 1840  | Amand Guérand         |           |                                |
| décembre 1840  | juillet 1848   | Julien Simon          |           | Déjà maire entre 1834 et 1840. |
| août 1848      | septembre 1894 | Pierre Rossignol      |           |                                |
| novembre 1894  | mai 1904       | Jean-Marie Hervagault |           |                                |
| mai 1904       | juin 1910      | René Hervagault       |           | Agriculteur à Gérard.          |
| juillet 1910   | juillet 1932   | Pierre Bellier        |           |                                |
| juillet 1932   | avril 1951     | Pierre Rossignol      |           |                                |
| juin 1951      | juin 1964      | Magloire Travers      |           |                                |
| août 1964      | mars 1989      | Albert Sauvée         |           | Directeur d'école.             |
| mars 1989      | En cours       | Louis Ménager         | SE        | Exploitant agricole            |

## Démographie
L'évolution du nombre d'habitants est connue à travers les recensements de la population effectués dans la commune depuis 1793. Pour les communes de moins de 10 000 habitants, une enquête de recensement portant sur toute la population est réalisée tous les cinq ans, les populations de référence des années intermédiaires étant quant à elles estimées par interpolation ou extrapolation. Pour la commune, le premier recensement exhaustif entrant dans le cadre du nouveau dispositif a été réalisé en 2006.
En 2022, la commune comptait 1 041 habitants, en évolution de +2,06 % par rapport à 2016 (Ille-et-Vilaine : +5,46 %, France hors Mayotte : +2,11 %).
Durant le Moyen Âge, la population de la paroisse a oscillé entre 500 et 600 habitants. De 1846 à 1881, la population stagne autour de 650 personnes. En 1886, la population baisse pour atteindre 614 habitants. La tendance se confirme avec 570 habitants en 1901 et 535 en 1911. Cette baisse sensible est due à l'exode des jeunes vers les villes, que la forte natalité n'arrive pas à compenser. L'hémorragie perdure jusqu'au recensement de 1921 où l'on dénombre 486 Montreuillais.
La population augmente très peu durant les Trente Glorieuses du fait de l'exode rural. Entre 1962 et 2007, Montreuil-sous-Pérouse va voir sa population plus que doubler. La population passe de 505 habitants en 1962 (dont la moitié a moins de 20 ans) à 1 079 en 2007 soit une augmentation de 114 % en l'espace de moins d'un demi-siècle.
| 1793 | 1800 | 1806 | 1821 | 1831 | 1836 | 1841 | 1846 | 1851 |
| ---- | ---- | ---- | ---- | ---- | ---- | ---- | ---- | ---- |
| 627  | 601  | 636  | 684  | 634  | 665  | 670  | 656  | 668  |

| 1856 | 1861 | 1866 | 1872 | 1876 | 1881 | 1886 | 1891 | 1896 |
| ---- | ---- | ---- | ---- | ---- | ---- | ---- | ---- | ---- |
| 647  | 628  | 651  | 633  | 653  | 659  | 614  | 605  | 602  |

| 1901 | 1906 | 1911 | 1921 | 1926 | 1931 | 1936 | 1946 | 1954 |
| ---- | ---- | ---- | ---- | ---- | ---- | ---- | ---- | ---- |
| 570  | 527  | 535  | 486  | 503  | 551  | 547  | 524  | 503  |

| 1962 | 1968 | 1975 | 1982 | 1990 | 1999 | 2006  | 2011  | 2016  |
| ---- | ---- | ---- | ---- | ---- | ---- | ----- | ----- | ----- |
| 505  | 509  | 559  | 798  | 889  | 928  | 1 027 | 1 053 | 1 020 |

| 2021  | 2022  | - | - | - | - | - | - | - |
| ----- | ----- | - | - | - | - | - | - | - |
| 1 029 | 1 041 | - | - | - | - | - | - | - |

## Économie
L'activité économique se réalise principalement autour de l'agriculture et de l'artisanat. Une zone artisanale implantée route de Combourg abrite une importante fabrique d'aliments du bétail de la Cooperl Arc Atlantique et quelques activités artisanales.

## Lieux et monuments

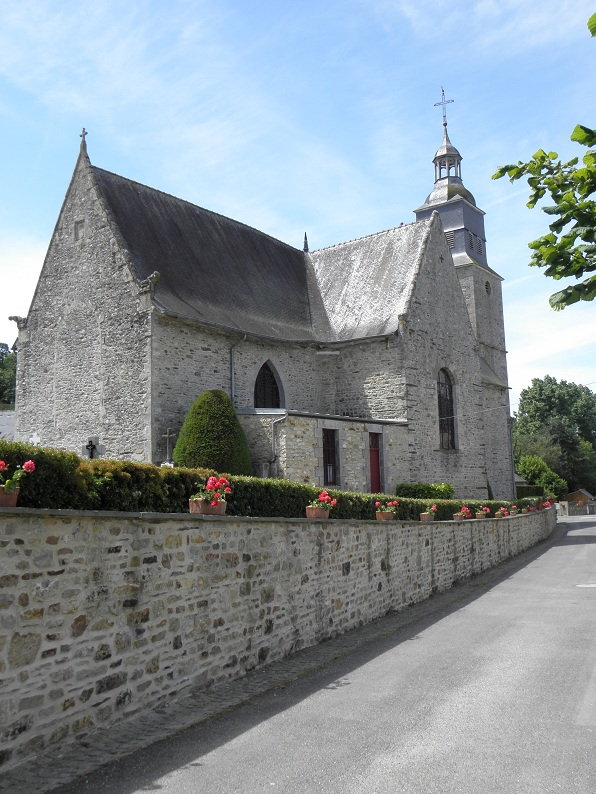
L'église paroissiale Saint-Pierre-et-Saint-Paul : chevet et flanc nord.

- Église paroissiale Saint-Pierre-et-Saint-Paul des XVIe et XIXe siècles :le chœur est du XVIe siècle, le reste de l'église date de 1835, mais en partie reconstruit à la fin du XIXe siècle[44]. Elle possède un mobilier religieux d'intérêt patrimonial : confessionnal[45], bénitier[46], ciboire[47], fonts baptismaux[48], calices et patènes, croix de procession, bannières de procession, statues, autels et retables, etc..

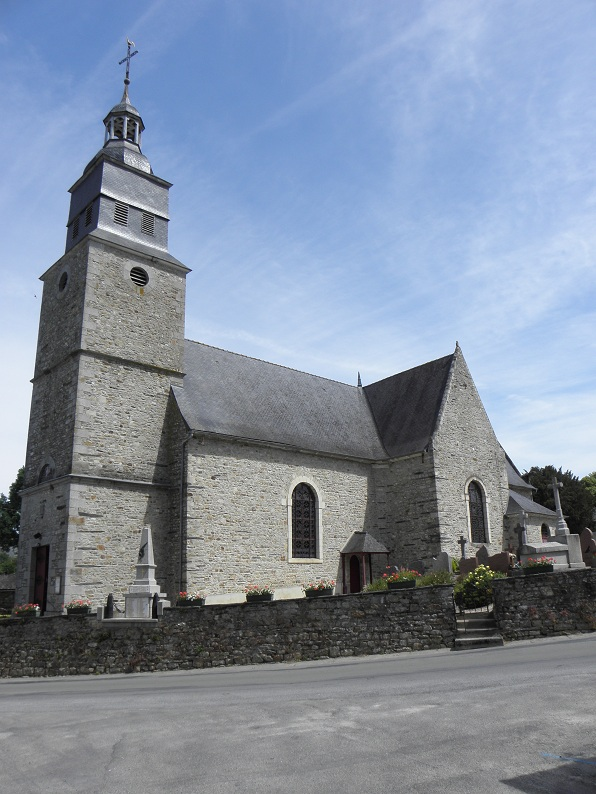
Façade occidentale et flanc sud.
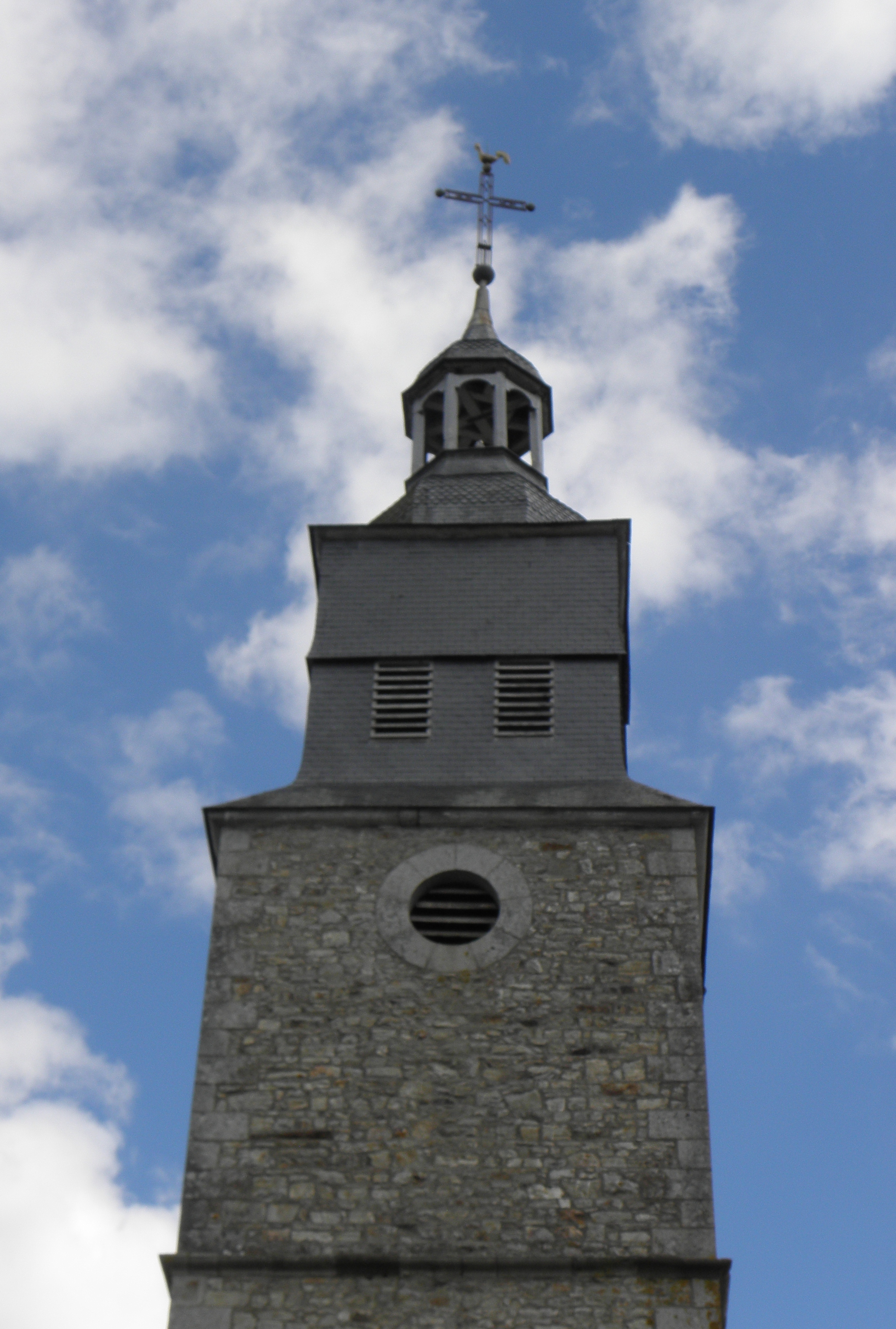
Le clocher.
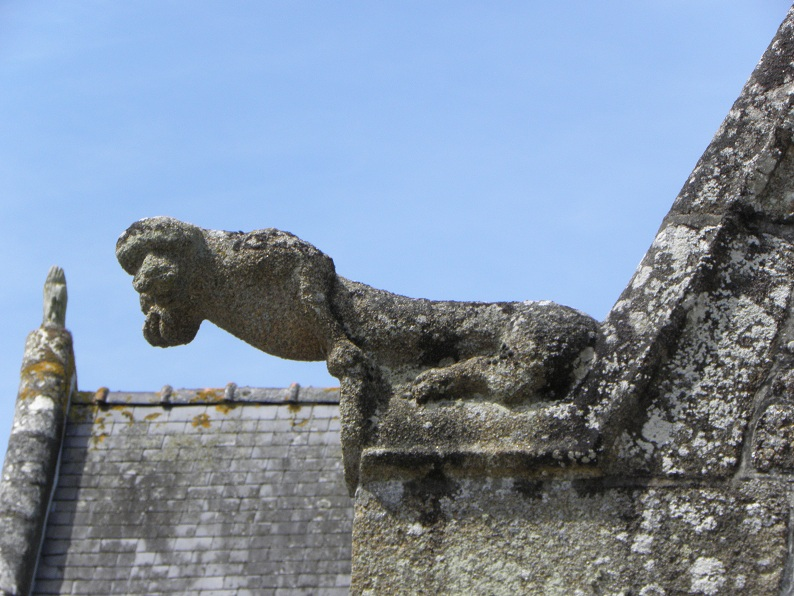
Gargouille (côté sud du chevet).
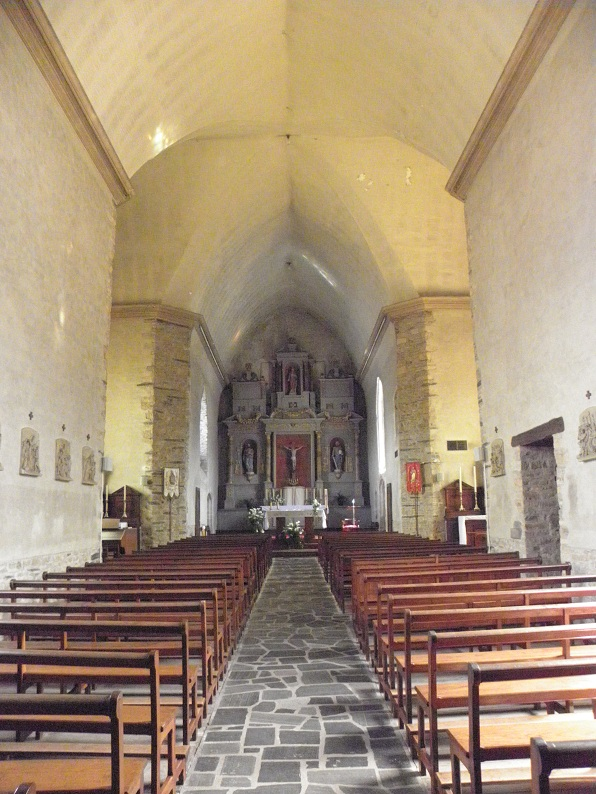
Vue intérieure d'ensemble.
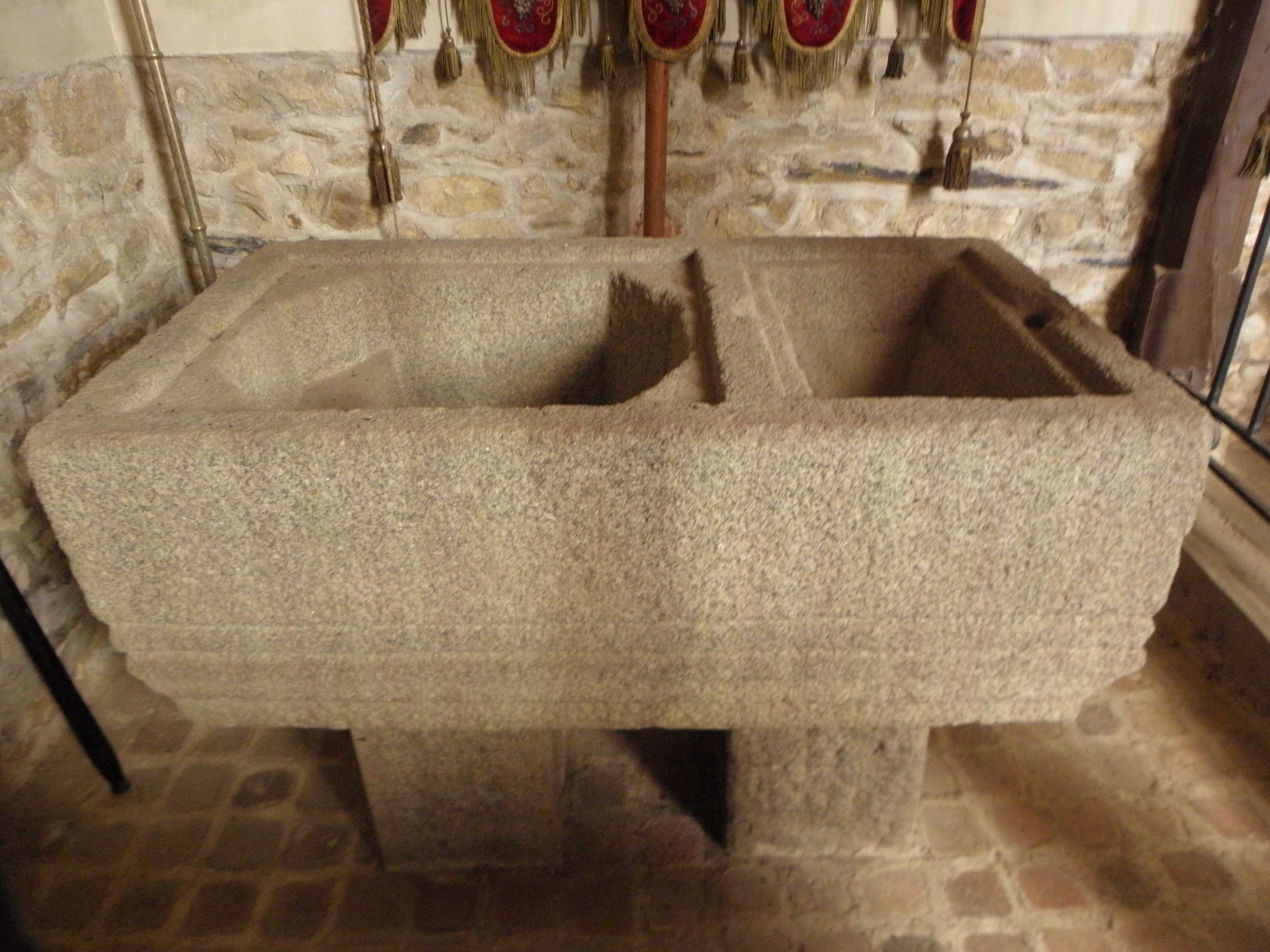
Fonts baptismaux.
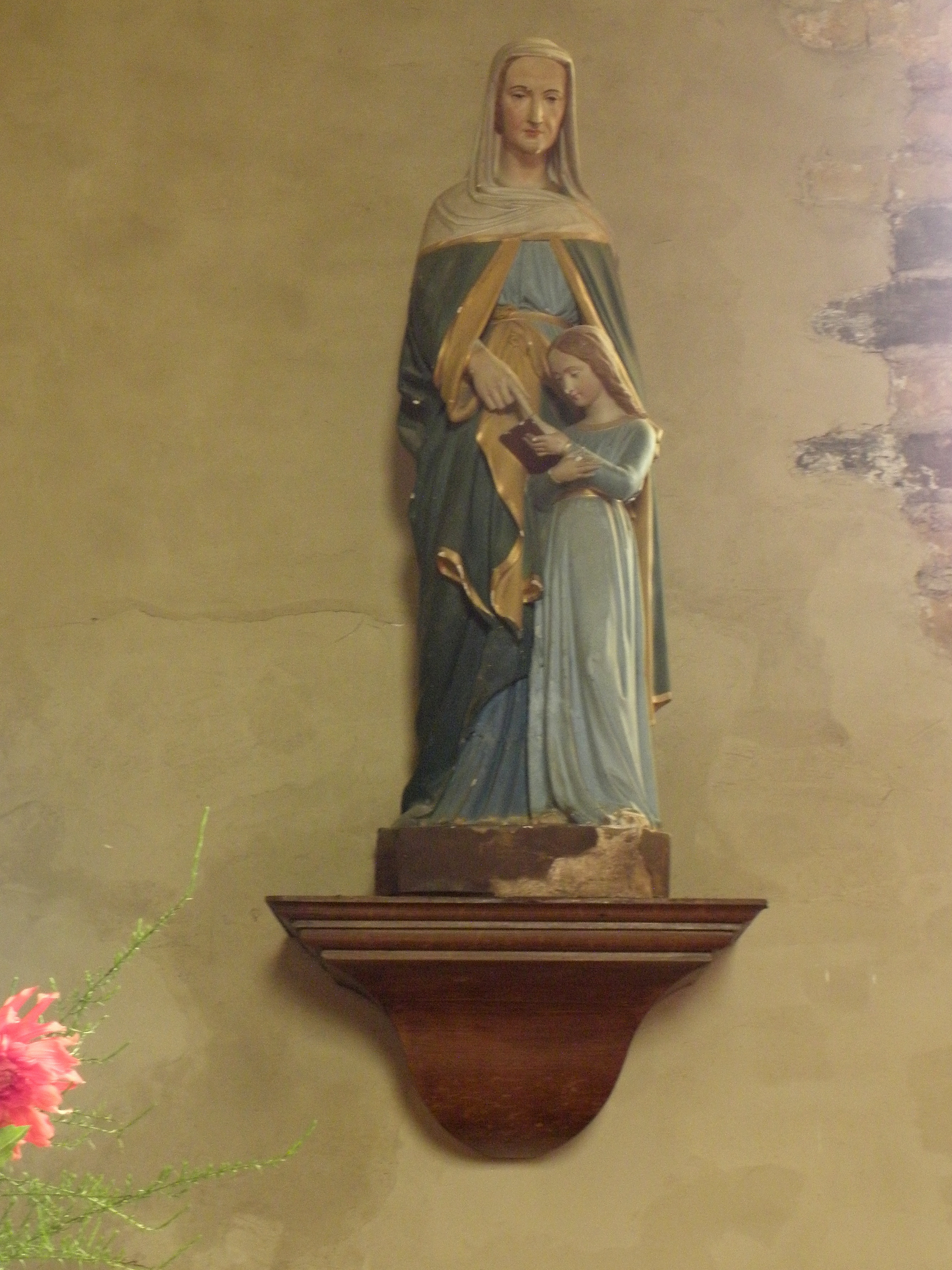
Statue de l'éducation de la Vierge par sainte Anne.
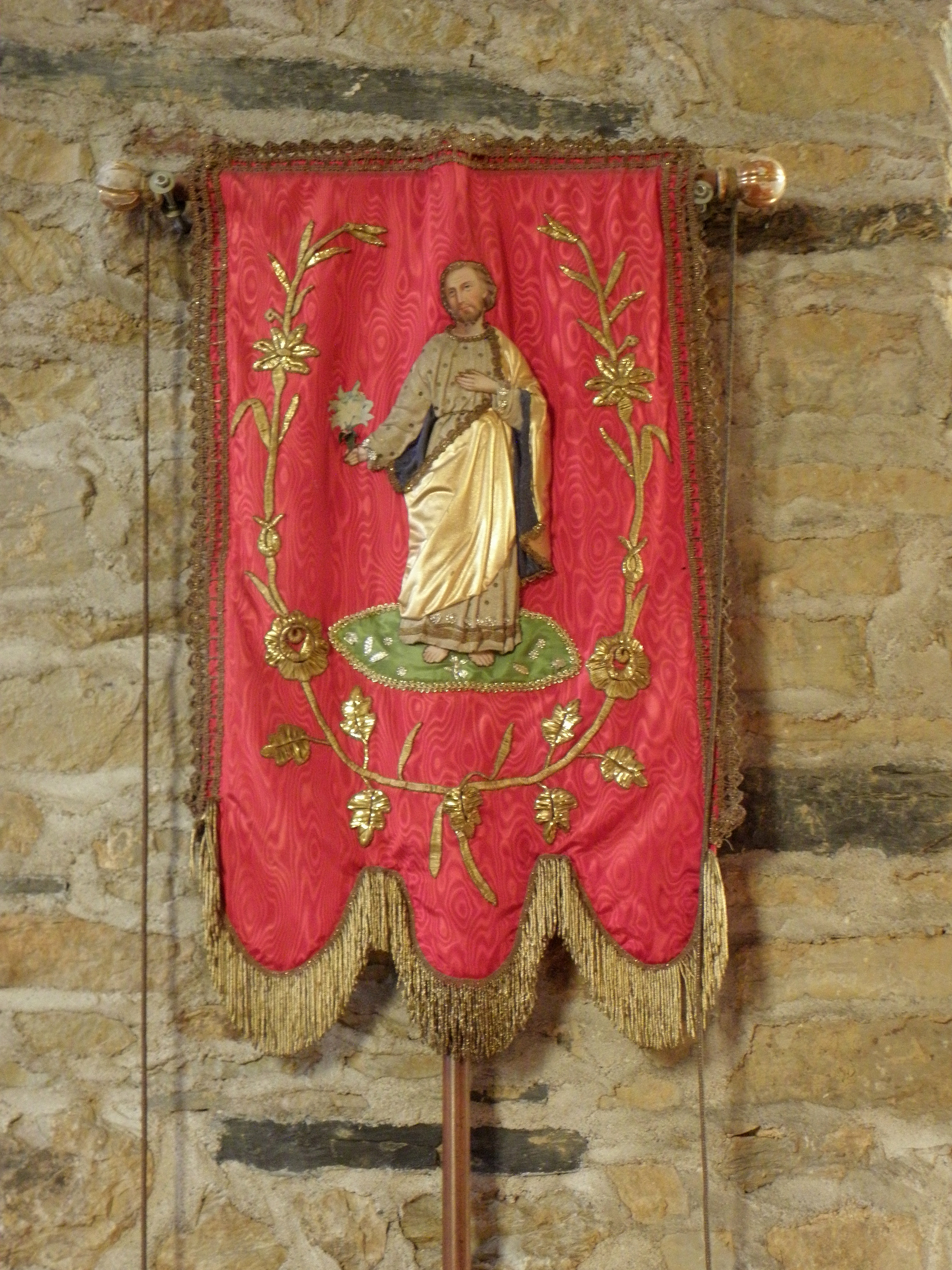
Bannière de procession de saint Joseph.

- Chapelle Notre-Dame-de-Pérouse (1er quart du XXe siècle)[49].
- Chapelle Saint-Armel, à la Chevalerie (1878)[50].

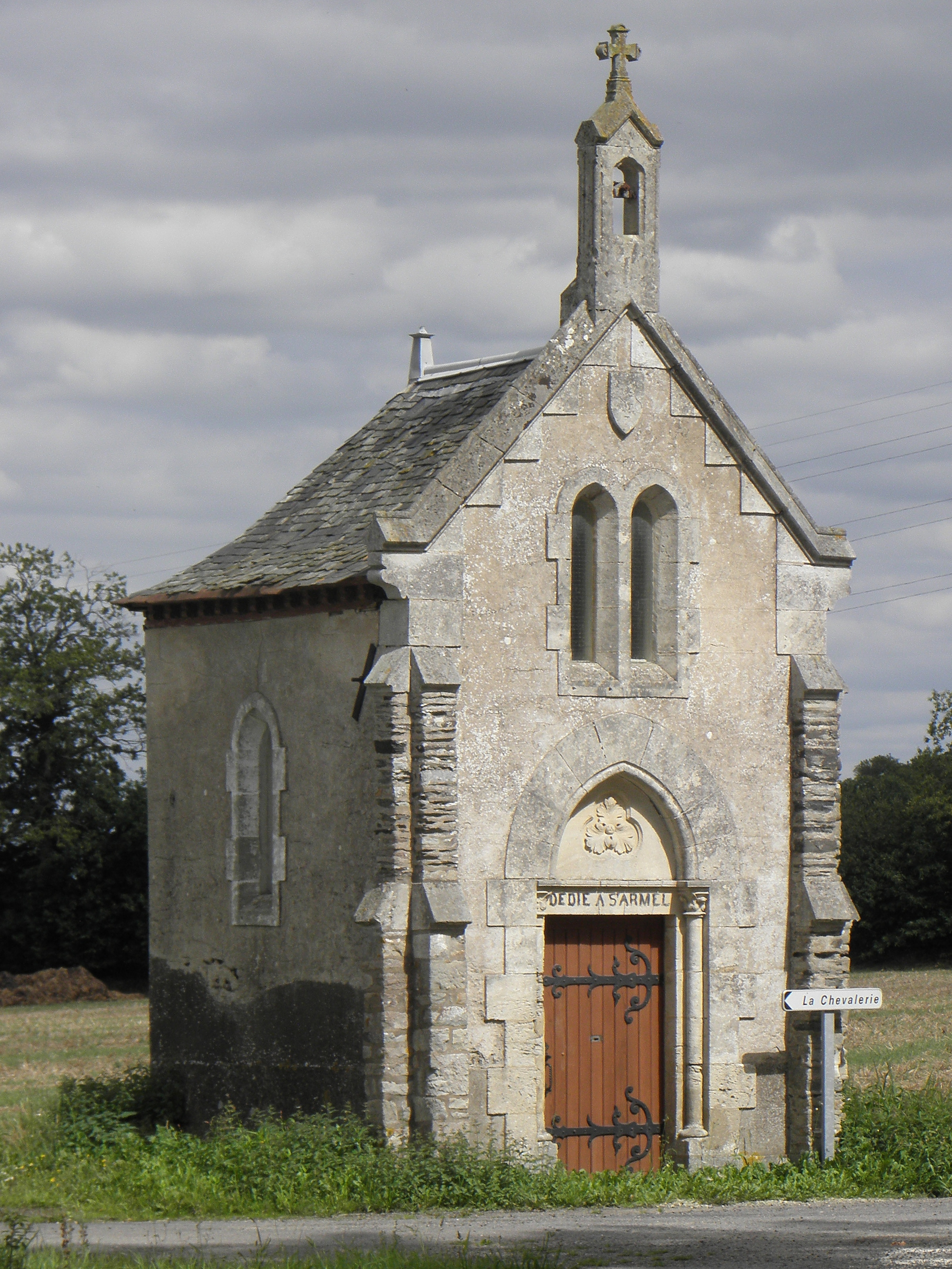
La chapelle Saint-Armel.

- Des croix monumentales : Croix monumentale du XVIe siècle près de l'église ; croix de mission datant de 1907.
- Manoir de la Pelleterie, construit probablement au début du XVIIe siècle[51],[52].
- Manoir de la Faucillonnais (1677)[53].
- Manoir de l'Epillière (XVIIe siècle)[54].
- Manoir des Feux (XVIIe siècle, XVIIIe siècle et XIXe siècle)[55].
- Moulin à farine de Ribert (XVIIIe siècle)[56].
- Des maisons et fermes présentent un intérêt patrimonial, par exemple les fermes  de L'Enchevinière, de la Gouesnelais, du Bas-Montlevrier, etc[57]..

Des sentiers de randonnée ont été récemment aménagés permettant aux amoureux de la nature de parcourir ses vallées et collines boisées et apercevoir les différents manoirs et plus particulièrement celui de la Faucillonnais du XVe siècle au nord du bourg, ancien écomusée du patrimoine rural du pays de Vitré, fermé en 2012.
L'étang de la Cantache (250 ha) est un espace de loisirs propice aux promenades, à la pêche et l'observation de nombreuses espèces d'oiseau grâce à sa zone ornithologique.